# Neil Critchley
Neil Critchley (sinh ngày 18 tháng 10 năm 1978) là một cầu thủ bóng đá người Anh thi đấu ở Football League cho Crewe Alexandra. Lần ra sân duy nhất cho Crewe đến từ thất bại 3–0 trên sân khách trước Fulham trong mùa giải 1999–2000 Hiên tại ông là huấn luyện viên của U-23 Liverpool.